# 캣 벨
캐서린 브리애나 벨(영어: Katherine Briana Bell, 1993년 3월 5일 ~ ), 간단히 캣 벨(Khat Bell)은 미국의 배구 선수이다. 2023년 부터 김천 한국도로공사 하이패스에 소속되어있다.

## 선수 이력
- 서울 GS칼텍스 KIXX (대한민국, 2015년~2016년)
- 기간테스 데 카롤리나 (푸에르토리코, 2016년)
- 마니사 BB SK (터키, 2016년~2017년)
- 발르케시르 뷔위크셰히르 벨레디예스포르 (터키, 2017년~2018년)
- 허난 배구단 (중국, 2018년)
- 페트론 블레이즈 스파이커스 (필리핀, 2018년~2020년)
- 볼루 벨레디예 스포르 (터키, 2020년~2021년)
- 레오나스 데 폰세 (푸에르토리코, 2021년)
- 인천 흥국생명 핑크스파이더스 (대한민국, 2021년~2022년)
- Criollas de Caguas (푸에르토리코, 2022년)
- 갈라타사라이 (튀르키예, 2022년)
- 김천 한국도로공사 하이패스 (대한민국, 2023년~ )